# Guillermo Romero
Guillermo Romero (Monterrey, 11 gennaio 1988) è un pallavolista messicano.
Ha gareggiato con il Tigres UANL ai Campionati mondiali per club FIVB 2012.